# Allocotocera glandularis
Allocotocera glandularis är en tvåvingeart som beskrevs av Edwards 1940. Allocotocera glandularis ingår i släktet Allocotocera och familjen svampmyggor. Inga underarter finns listade i Catalogue of Life.